# Hatecore
Hatecore je podžanr hardcore punka. Pojam je dvojaka značenja. Jedno značenje je tvrdi hardcore punk, a drugo značenje je za desno ekstremne glazbene grupe. Izvorni pojam odnosio se na grupe s posebno agresivnim tekstovima i tekstovima ispunjenim mržnjom. Taj pojam obuhvaća klasični metalični hatecore oko 1990., i razlikuje se od današnje primjene pojma koji se odnosi na grupe bliske ideologijama desnog ekstremizma, neonacizma, rasizma i bjelačkog suprematizma.

## Povijest
Pojam se odnosi na posebne grupe iz New York Cityja, aktivnih sredinom 1980-ih i ranih 1990-ih. Ime je izmislio njujorški sastav SFA sredinom 1980-ih.

### Hatecore kao tvrđi hardcore punk
Glazbeno je hatecore mračniji i grublji oblik HC punka. Karakteristika je vičući i vrišteći vokal koji ponekad prelazi u death metalsko gruntanje. Stihovi hatecore pjesama bave se mržnjom i ljutnjom na stanje u društvu te defektnostima i sitnim malicioznim željama kod ljudi za ozljeđivanjem, dosađivanjem, frustriranjem i ponižavanjem drugih osoba.

### Hatecore kao desno ekstremna glazba
Kasnih 1990-ih pojam se koristi za opis hardcore punk sastava koji pjevaju stihove agresivne ideologije white powera i neonacizma. U ovom kontekstu novinari su koristili taj izraz radi obuhvaćanja takvih stihova i takvih bendova.
Srodna supkultura nazi punka pojavila se u SAD ranih 1980-ih unutar hardcore punk scene.

## Važniji bendovi
- Sheer Terror[1]
- Integrity[1]
- Lavatory[1]
- Ryker's[1]

## Vanjske poveznice
- Drogenfrei und deutsch dabei – Članak u Telepolisu Jensa Thomasa od 22. travnja 2008.
- Hatecore na Netz gegen Nazis
- Ravno do dna Neven Fitnić: Povijest glazbene mržnje: Od Johnnyja Rebela do RAC-a	- 15.03.2012.
- Ravno do dna Neven Fitnić: Povijest glazbene mržnje (2): Kako su nastali viking rock, NSBM, hatecore...	- 22.03.2012.